# فراس الهواري
فراس الهواري سياسي وطبيب أردني شغل منصب وزير الصحة في حكومة بشر الخصاونة منذ 29 مارس 2021 ولغاية استقالة الحكومة في 15 سبتمبر 2024، ثم عاد للمنصب في حكومة جعفر حسان من 18 سبتمبر 2024 لغاية التعديل الوزاري الأول للحكومة في 6 أغسطس 2025.

## التحصيل العلمي

### المؤهلات العلمية[3][4]
- حاصل على بكالوريوس الطب والجراحة سنة 1992، الجامعة الأردنية.
- الإقامة في تخصص الأمراض الباطنية (جامعة بافالو، نيويورك، الولايات المتحدة الأمريكية)، 1993 - 1996.
- حاصل على الزمالة في علم الصيدلة السريرية (بافلو، نيويورك، الولايات المتحدة الأمريكية)، 1996 - 1997.
- متخصص في الأمراض الصدرية والعناية الحثيثة (كاليفورنيا، الولايات المتحدة الأمريكية)، 1997 - 2000.

### شهادات البورد الطبية
- حاصل على شهادة البورد الأمريكي في الطب الباطني.
- حاصل على شهادة البورد الأمريكي في الأمراض الصدرية.
- حاصل على شهادة البورد الأمريكي في العناية الحثيثة.
- حاصل على شهادة البورد الأمريكي في علم الصيدلة السريرية.

### الجوائز
- حاصل على جائزة جودي ولكنفلد Judy Wilkenfeld للتميز في مكافحة التدخين على المستوى الدولي.
- حاصل على جائزة ديكستر ليفي التذكارية Dexter Levy Memorial عن التميز في الطب السريري.

## مواقع شغلها
- 18 سبتمبر 2024 – 6 أغسطس 2025: وزيرًا للصحة في حكومة جعفر حسان.
- 29 مارس 2021 وزير الصحة في حكومة بشر الخصاونة،[5] جاء تعيينه بعد إقالة سلفه نذير عبيدات في 13 مارس إثر وفاة 7 مرضى بفيروس كورونا بمستشفى السلط الحكومي بعد انقطاع الأوكسجين عنهم،[6][7] وحتى حلّ الحكومة في 15 سبتمبر 2024.

- 2020: رئيس المركز الوطني لمكافحة الأوبئة والأمراض السارية[8]
- 2018 – 2021: رئيس مكتب مكافحة السرطان.
- 2018 – 2010: رئيس قسم الأمراض الصدرية والعناية الحثيثة في مركز الحسين للسرطان.
- 2004 – 2021: مدير وحدة المعالجة التنفسية ومختبر وظائف الرئة في مركز الحسين للسرطان.
- 2013 – 2021: عضو المجلس التنفيذي في مركز الحسين للسرطان.
- 2008 – 2008: مدير برنامج الإقلاع عن التدخين في مركز الحسين للسرطان.
- 2007: رئيس مجلس المراجعة المؤسسية للأبحاث العلمية بمركز الحسين للسرطان.
- 2000 – 2004: زميل كلية أطباء الصدر الأمريكية.
- 2000 – 2004: استشاري الأمراض الصدرية والعناية الحثيثة (ماري لاند، الولايات المتحدة الأمريكية.